# Championnats d'Europe de boxe amateur 1971
Navigation
Édition précédente Édition suivante
La 19e édition des championnats d'Europe de boxe amateur s'est déroulée à Madrid, Espagne, du 11 au 19 juin 1971.

## Résultats

### Podiums
| Catégories                    | Or                       | Argent             | Bronze                              |
| Poids mi-mouches (-48 kg)     | György Gedó              | Aurel Mihai        | Roman Rożek José Escudero           |
| Poids mouches (-51 kg)        | Juan Francisco Rodríguez | Leszek Błażyński   | Neil McLaughlin Constantin Gruiescu |
| Poids coqs (-54 kg)           | Tibor Badari             | Aleksandr Melnikov | Aurel Dumitrescu Michael Dowling    |
| Poids plumes (-57 kg)         | Ryszard Tomczyk          | András Botos       | Gabriel Pometcu Brendan McCarthy    |
| Poids légers (-60 kg)         | Jan Szczepański          | Antoniu Vasile     | László Orbán Nikolay Chromov        |
| Poids super-légers (-63,5 kg) | Ulrich Beyer             | Calistrat Cuţov    | Michael Kingwell Erik Sivebæk       |
| Poids welters (-67 kg)        | János Kajdi              | Manfred Wolke      | Celal Sandal Damiano Lassandro      |
| Poids super-welters (-71 kg)  | Valeriy Tregubov         | Svetomir Belić     | Wiesław Rudkowski Ion Győrfi        |
| Poids moyens (-75 kg)         | Yutshas Yusyavikus       | Alec Nastac        | Hans-Joachim Brauske Reima Virtanen |
| Poids mi-lourds (-81 kg)      | Mate Parlov              | Ottomar Sachse     | Ralf Jensen Horst Stump             |
| Poids lourds (+81 kg)         | Vladimir Chenichev       | Peter Hussing      | Ludwik Denderys Les Stevens         |

### Tableau des médailles
| Place | Pays                 | Médaille d'or, Europe | Médaille d'argent, Europe | Médaille de bronze, Europe | Total |
| ----- | -------------------- | --------------------- | ------------------------- | -------------------------- | ----- |
| 1     | Union soviétique     | 3                     | 1                         | 1                          | 5     |
| 1     | Hongrie              | 3                     | 1                         | 1                          | 5     |
| 3     | Pologne              | 2                     | 1                         | 3                          | 6     |
| 4     | Allemagne de l'Est   | 1                     | 2                         | 1                          | 4     |
| 5     | Yougoslavie          | 1                     | 1                         | 0                          | 2     |
| 6     | Espagne              | 1                     | 0                         | 1                          | 2     |
| 7     | Roumanie             | 0                     | 4                         | 5                          | 9     |
| 8     | Allemagne de l'Ouest | 0                     | 1                         | 0                          | 1     |
| 9     | Irlande              | 0                     | 0                         | 3                          | 3     |
| 10    | Danemark             | 0                     | 0                         | 2                          | 2     |
| 10    | Angleterre           | 0                     | 0                         | 2                          | 2     |
| 12    | Italie               | 0                     | 0                         | 1                          | 1     |
| 12    | Finlande             | 0                     | 0                         | 1                          | 1     |
| 12    | Turquie              | 0                     | 0                         | 1                          | 1     |
| Total | 14 pays médaillés    | 11                    | 11                        | 22                         | 44    |